# Fédération Française d’Escrime
Die Fédération Française d’Escrime (FFE) ist die Dachorganisation für den Fechtsport in Frankreich. Er wurde 1906 gegründet und vertrat im Jahr 2012 ca. 61.000 Fechter. Derzeitiger Präsident ist Stanislav Pozdnyakov (Stand 2021).

## Geschichte
Die Fédération Française d’Escrime entstand 1906 aus der Fusion der Société d’Encouragement de l’Escrime und der association Escrime Française. Zu dieser Zeit kannte der Fechtsport weder festgelegte Regeln noch eine internationale Dachorganisation, nicht einmal die Art der Waffen war einheitlich geregelt. Dies führte unter anderem bei den Olympischen Spielen 1912 zu einem Boykott der französischen Fechter, da die Italiener eine andere Ausrüstung benutzten. Diese Uneinigkeiten konnten erst mit der Gründung der Fédération Internationale d’Escrime 1913 behoben werden. Mit der Gründung des französischen Verbandes einige Jahre zuvor wollten die französischen Fechter dabei mit gutem Beispiel vorangehen. Zu ihrer Anfangszeit war das Ziel der FFE die Gründung neuer Fechtvereine und die Etablierung des Fechtsports auch abseits des damals den Fechtsport dominierenden Militärs. Auch heute noch versucht der Verband die Werte des Fechtsportes und den französischen Einfluss im internationalen Fechten zu bewahren und neue Mitglieder für das Fechten zu gewinnen.

## Präsidenten
| Jahr      | Name                               |
| --------- | ---------------------------------- |
| 1906–1911 | Général Brugere                    |
| 1911–1920 | Marquis Louis de Chasseloup Laubat |
| 1919–1932 | André Maginot                      |
| 1932–1943 | François Piétri                    |
| 1943–1945 | Armand Massard                     |
| 1945–1964 | Louis Bontemps                     |
| 1965–1970 | René Mercier                       |
| 1970–1976 | Général Carolet                    |
| 1977–1981 | Jacques Guittet                    |
| 1981–1984 | Rolland Boitelle                   |
| 1985–2005 | Pierre Abric                       |
| 2005–2013 | Frédéric Pietruszka                |
| ab 2013   | Isabelle Spennato-Lamour           |

## Organisation
Zu Beginn jeder Olympiade wählt eine Generalversammlung ein 34 Mitglieder umfassendes Direktorium (comité directeur), das wiederum ein bureau fédéral bestimmt, das zurzeit zehn Mitglieder hat. Dieses setzt für bestimmte Aufgaben einzelne Kommissionen (commissions) ein, z. B. für Leistungssport, Schiedsrichterwesen, Senioren oder Marketing. Der Präsident wird ebenfalls auf Vorschlag des Direktoriums von der Generalversammlung gewählt.
2012 vertrat der FFE insgesamt 61.047 Fechter in etwa 800 Vereinen. Dies entspricht etwa 15 Fechtern pro 10.000 Einwohnern. Von ihnen waren 16.331 weiblich und 44.716 männlich. Der überwiegende Teil der Fechter ist im jugendlichen Alter, das Durchschnittsalter lag bei 13. Der vom FFE vertretene Fechtsport war 2012 mit 115 Medaillen bei den Olympischen Spielen (41 Gold, 40 Silber, 34 Bronze) die erfolgreichste olympische Sportart in Frankreich.